# Ludwig Berger
Ludwig Berger, nome d'arte di Ludwig Bamberger (Magonza, 6 gennaio 1892 – Schlangenbad, 18 maggio 1969), è stato un regista, sceneggiatore e attore tedesco.

## Biografia
Attore, direttore della fotografia, produttore, regista e sceneggiatore, Ludwig lavorò in Germania, Gran Bretagna, Francia, Austria, Svezia, Paesi Bassi e Stati Uniti. Diresse 36 film tra il 1920 e il 1969. Fu membro della giuria al sesto Festival Internazionale di Berlino.
Figlio di Anna Klara Lewino e del banchiere Franz Bamberger, Ludwig Berger si diplomò nel 1910. Studiò Storia dell'Arte e Germanistica a Monaco di Baviera e a Heidelberg. Nel 1914, scrisse una tesi su Johann Conrad Seekatz, un pittore tedesco del diciottesimo secolo (Heidelberg 1916). Allo scoppio della guerra decise di arruolarsi volontario, ma venne presto esonerato a causa di una infiammazione alla cartilagine.
Berger si dedicò quindi alla regia e nel 1916 presso il Teatro statale di Magonza rappresentò la sua opera "Giardiniera dell'Amore", un riadattamento dell'opera mozartiana "La finta giardiniera". Negli anni successivi portò sul palcoscenico del teatro di Berlino diverse opere classiche, soprattutto Shakespeare.
Altrettanto attivamente Berger lavorò per il cinema. Fece il suo debutto alla regia nel 1920. Il successo artistico lo raggiunse con i film Ein Glas Wasser e La favola di Cenerentola (entrambi del 1923). Il suo primo film sonoro, girato negli USA, fu Se io fossi re, mentre il suo film più conosciuto e amato fu Guerra di valzer (1933), con Renate Müller, Hanna Waag, Willy Fritsch.
Nel 1935 emigrò, attraversando la Francia e l'Olanda, in Inghilterra.

## Filmografia

### Regista parziale
- Der Richter von Zalamea (1920)
- Der Roman der Christine von Herre (1921)
- Ein Glas Wasser (1923)
- La favola di Cenerentola (Der verlorene Schuh) (1923)
- Cymbeline (1925)
- Ein Walzertraum (1925)
- Der Meister von Nürnberg (1927)
- La via del male (Street of Sin) - non accreditato (1928)
- La dama di Mosca (The Woman from Moscow) (1928)
- Le colpe dei padri (Sins of the Fathers) (1928)
- Das brennende Herz (1929)
- Se io fossi re (The Vagabond King) (1930)
- Piccolo caffè (Playboy of Paris) (1930)
- Le Petit café (1931)
- Io di giorno, tu di notte (Ich bei Tag und du bei Nacht) (1932)
- À moi le jour, à toi la nuit (1932)
- La Guerre des valses (1933)
- Guerra di valzer (Walzerkrieg) (1933)
- Early to Bed (1933)
- Pygmalion (1937)
- Tre valzer (Les Trois valses) (1938)
- Ergens in Nederland (1940)
- Il ladro di Bagdad (The Thief of Bagdad) co-regia con Tim Whelan, Michael Powell (1940)
- Ballerina (1950)
- Die Spieler - film tv (1954)
- Undine – film TV (1955)
- Ein Sommernachtstraum - film tv (1958)
- Der Tod des Sokrates - film tv (1957)

### Sceneggiatore
- Der Richter von Zalamea, regia di Ludwig Berger (1920)
- La favola di Cenerentola (Der verlorene Schuh), regia di Ludwig Berger (1923)

### Produttore
- La dama di Mosca (The Woman from Moscow), regia di Ludwig Berger (1928)